# David Dunbar Buick
David Dunbar Buick (n. 17 septembrie 1854, Arbroath⁠(d), Scoția, Regatul Unit al Marii Britanii și Irlandei – d. 5 martie 1929, Detroit, Michigan, SUA) a fost un american de origine scoțiană, cel mai bine cunoscut pentru fondarea Buick Motor Company. S-a născut în Arbroath, Angus, Scoția și s-a mutat împreună cu familia la doi ani în Detroit, Michigan.
A abandonat școala în 1869 și a lucrat pentru o companie care făcea bunuri sanitare. Atunci când compania avea probleme el și un partener au preluat conducerea. În acest timp Buick a început să își demonstreze calitatea de inventator, producând multe inovații, inclusiv o stropitoare de gazon și o metodă de a acoperi fonta permanent cu email vitros, care a permis producția de căzi albe. Deși căzile din fontă sunt mai puțin frecvente în zilele noastre, metoda este încă folosită pentru emailarea lor. Cu inventivitatea lui Buick și cu buna gestionare a afacerii făcută de partenerul său compania a devenit de succes.
În timpul anilor 1890, Buick a dezvoltat un interes în motoarele cu ardere internă și a început să experimenteze cu ele. A început să petreacă puțin timp la afacerea cu instalații sanitare, iar partenerul său de afaceri a devenit nerăbdător cu el. Parteneriatul a fost dizolvat, iar compania a fost vândută.
Buick avea acum timp și capital pentru a lucra la motoare tot timpul, astfel a fondat compania Buick Auto-Vim and Power Company în 1899 pentru a face acest lucru. Scopul declarat al companiei a fost de a face motoare pentru piață și pentru uz agricol. Buick a făcut foarte repede un automobil complet, mai degrabă decât doar un motor. El de asemenea s-a concentrat pe cercetare și dezvoltare în detrimentul fabricației și vânzării. Și-a consumat tot capitalul până la începutul anului 1902 fără a genera orice venituri semnificativ, altele decât un singur automobil.
La începutul anului 1902, a înființat o altă companie, Buick Manufacturing Company, cu două obiective. Primul de a vinde motoare altor companii și cel de-al doilea producerea și comercializarea de mașini proprii. Încă o dată problemele de fabricație și dezvoltare au determinat ca până la finalul anului 1902, Buick să rămână fără bani și doar o singură mașină pentru a demonstra munca sa. Concentrarea pe dezvoltare a produs revoluționarul motor cu supapa de evacuare în cap. Această metodă de construire a motorului produce un motor mai puternic decât motorul rival cu supape laterale pe care toți constructorii îl foloseau la vremea aceea. Motorul cu supapa de evacuare în cap a fost folosit de mai toți producătorii de autovehicule. 